# Герар
Герар (ивр. גְּרָר‎, Gərār) — древний филистимлянский город и долина, упоминаемые в Библии. Во времена Авраама и Исаака царем Герара был Авимелех (Быт. 26:1). Герар славился колодцами и располагался на юге Ханаана близ египетской границы (Быт. 10:19). До Герара иудеи преследовали разбитое войско фараона Зарая (2Пар. 14:13)
Современные исследователи отождествляют его с городищем Телль Харор или с Ум Джерар, в 12 км к югу от Газы